# Хейлове
Хейлове (до 2016 року — Петрівка) — село в Україні, в Монастирищенській міській громаді Уманського району Черкаської області. Розташоване на обох берегах річки Конела (притока Гірського Тікичу) за 9 км на схід від міста Монастирище. Населення становить 426 осіб.

## Персоналії
Народились:
- Ковальський Павло Олегович (1992—2022) — солдат Збройних Сил України, учасник російсько-української війни.

## Галерея

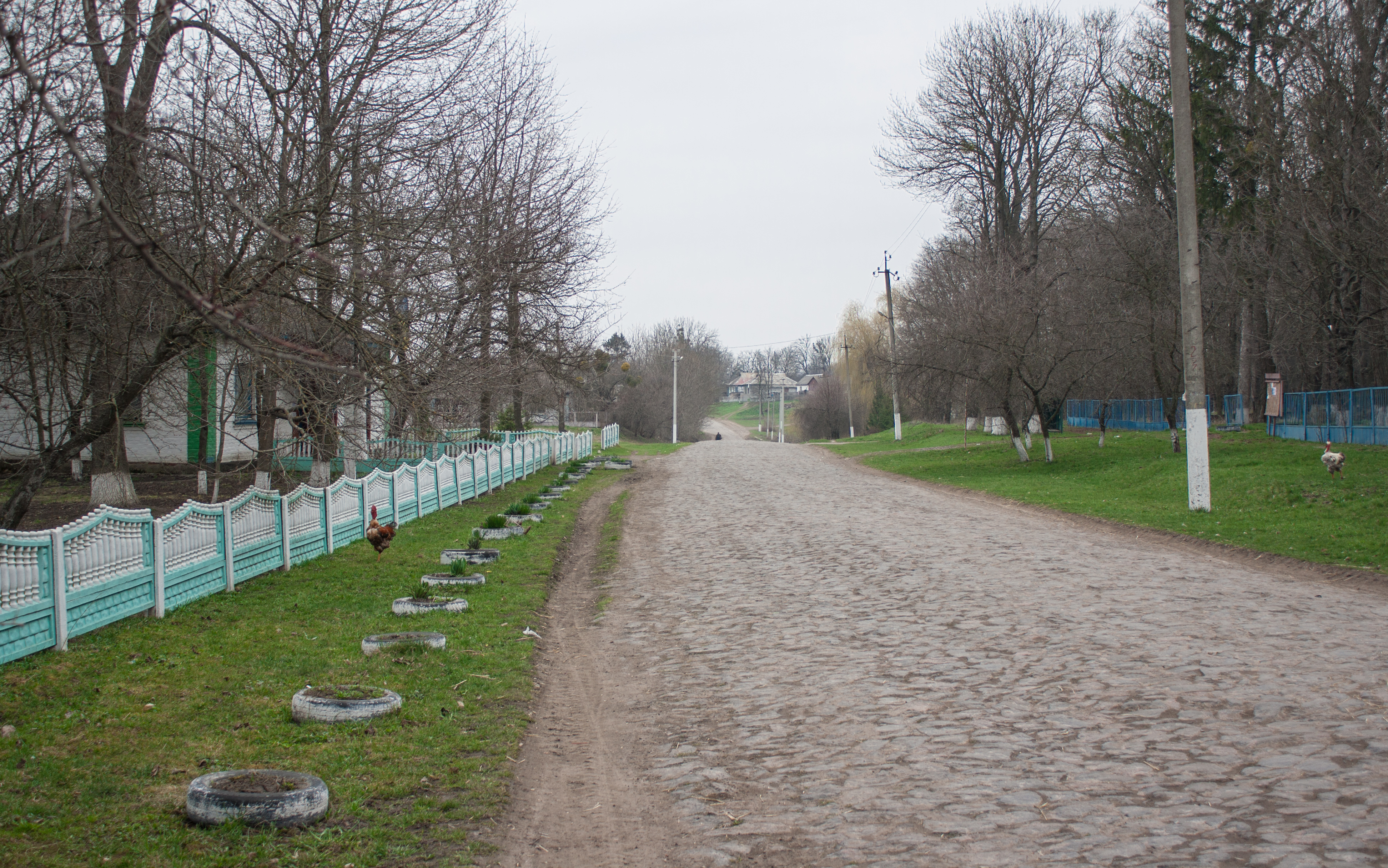
Вулиця Поплавського
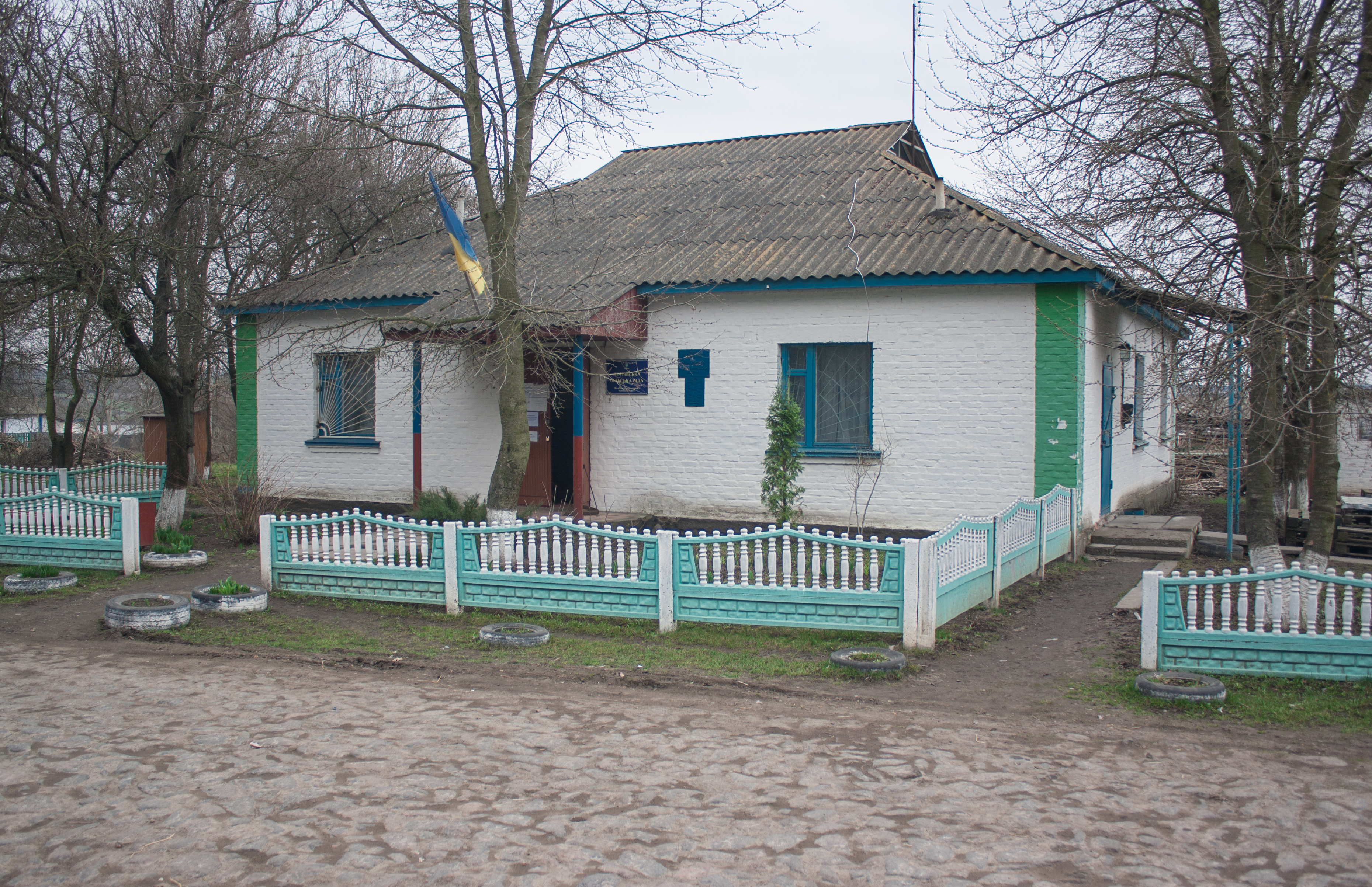
Сільська рада
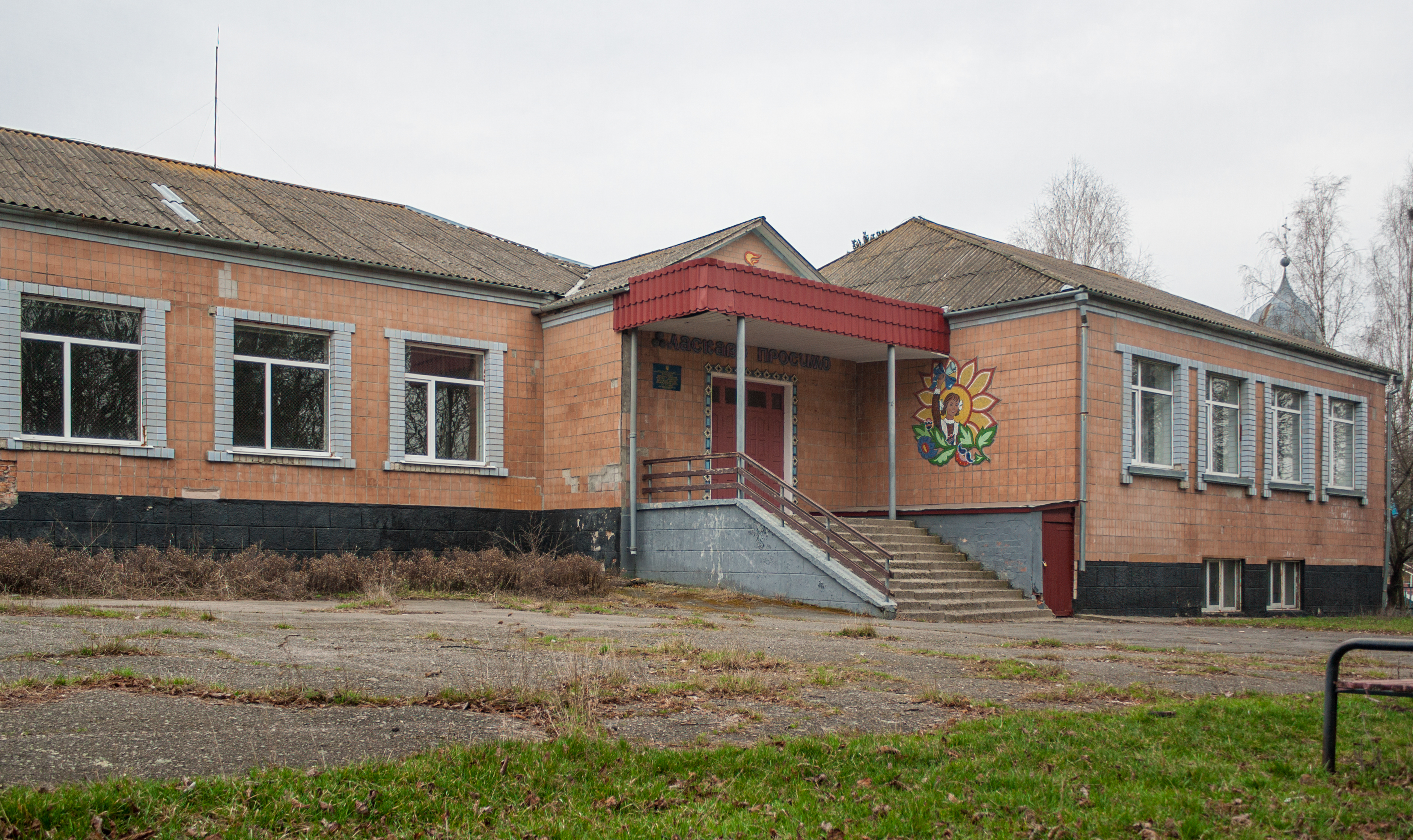
Школа
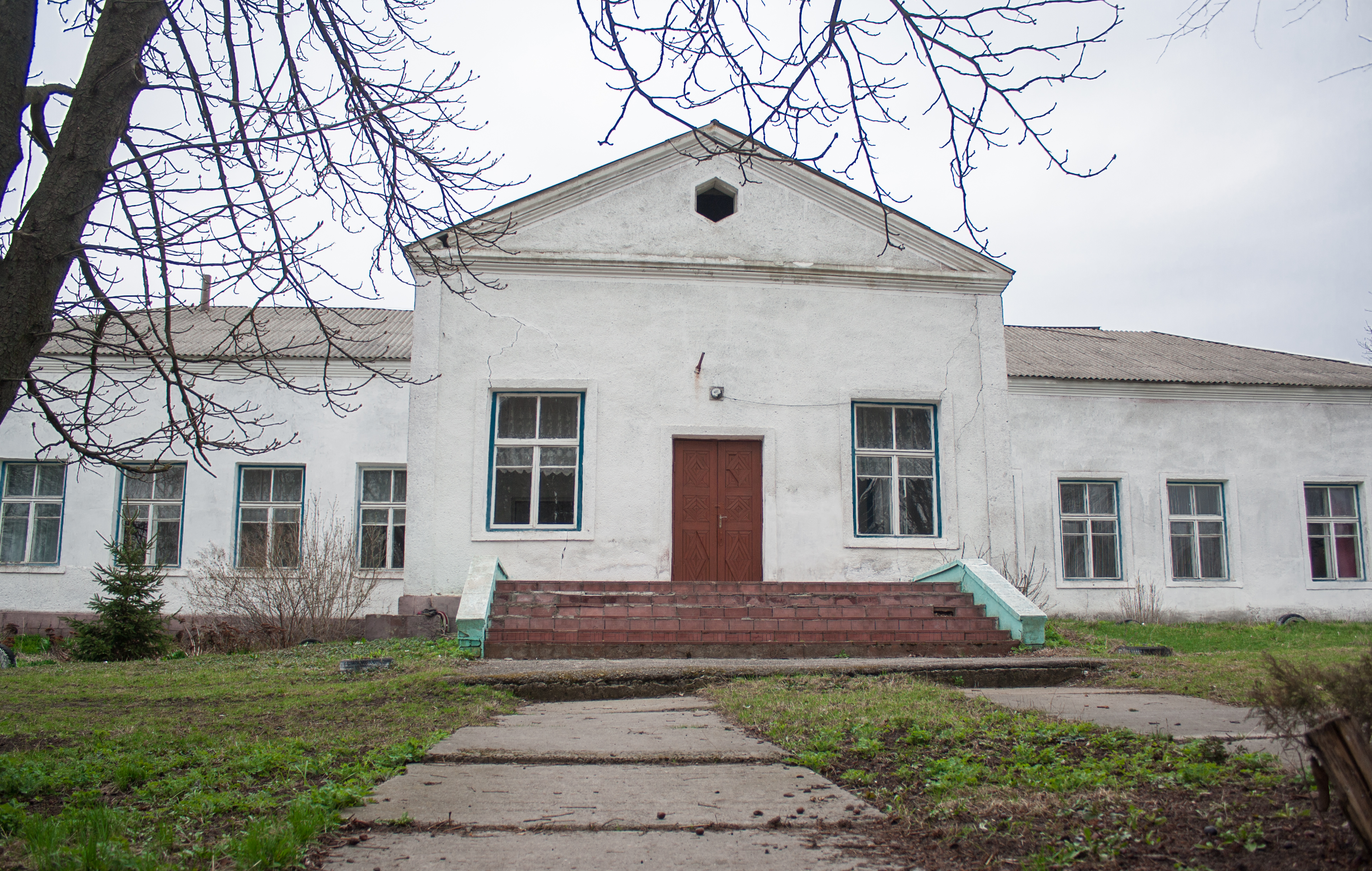
Будинок культури
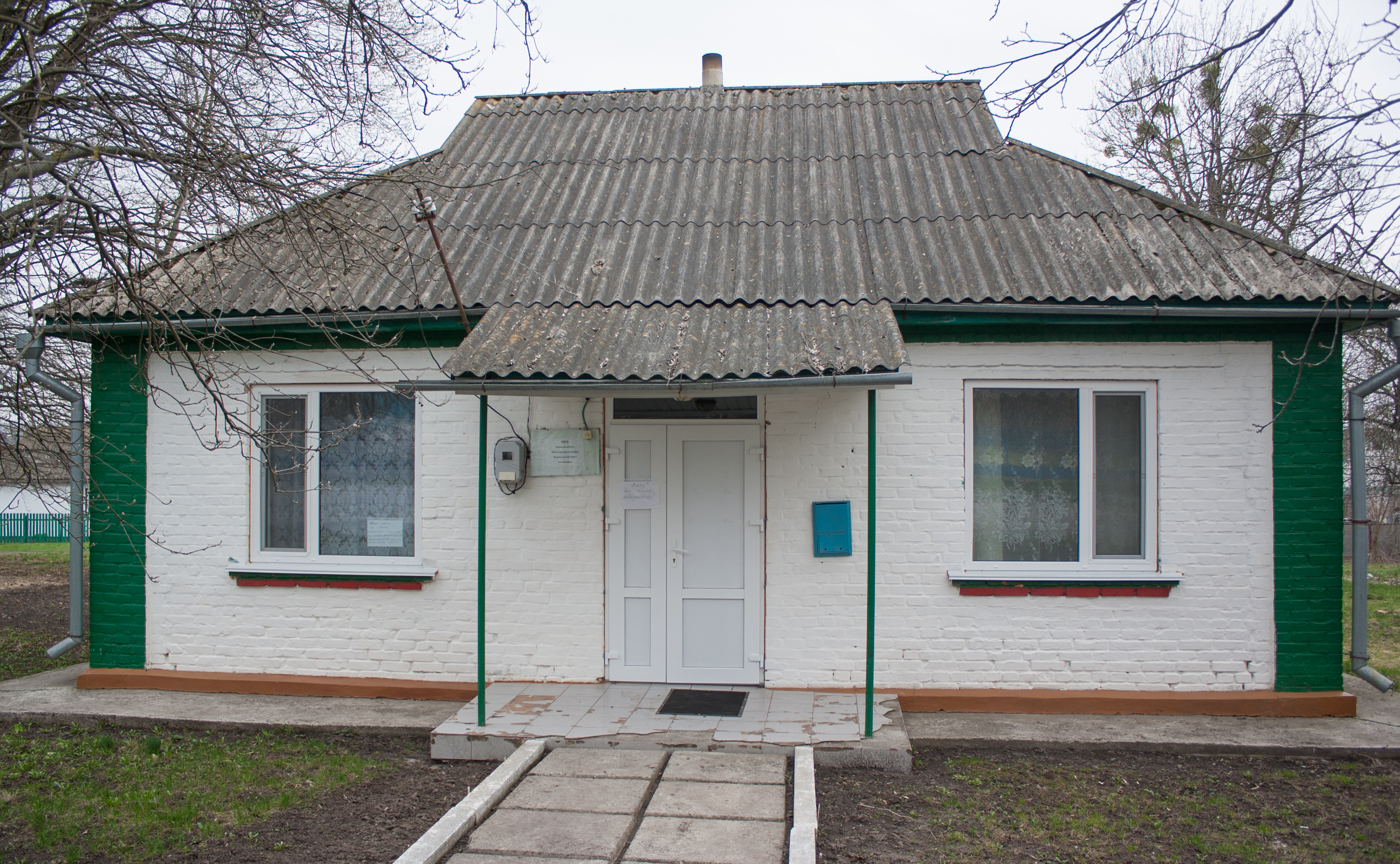
Фельдшерський пункт
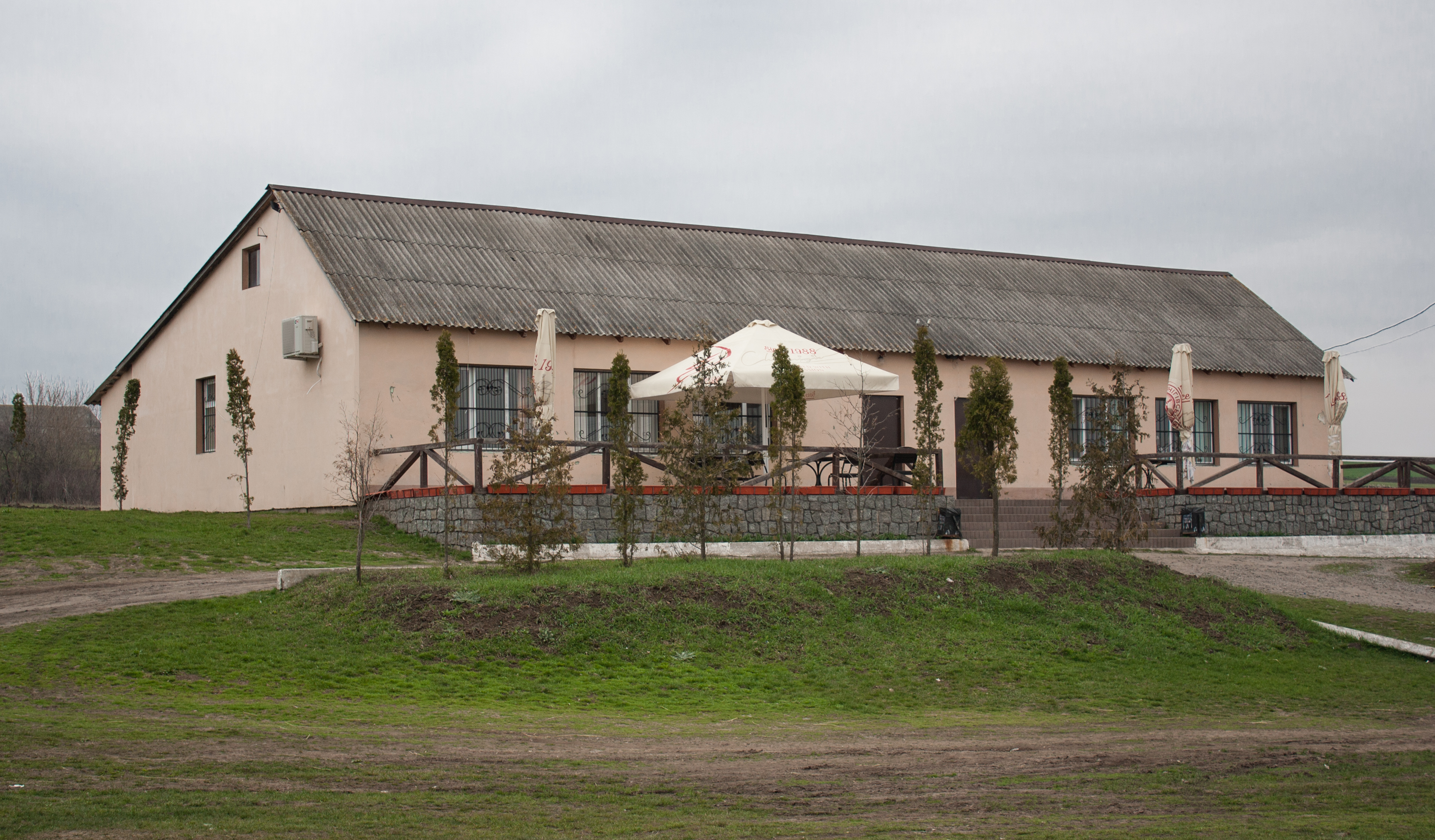
Магазин
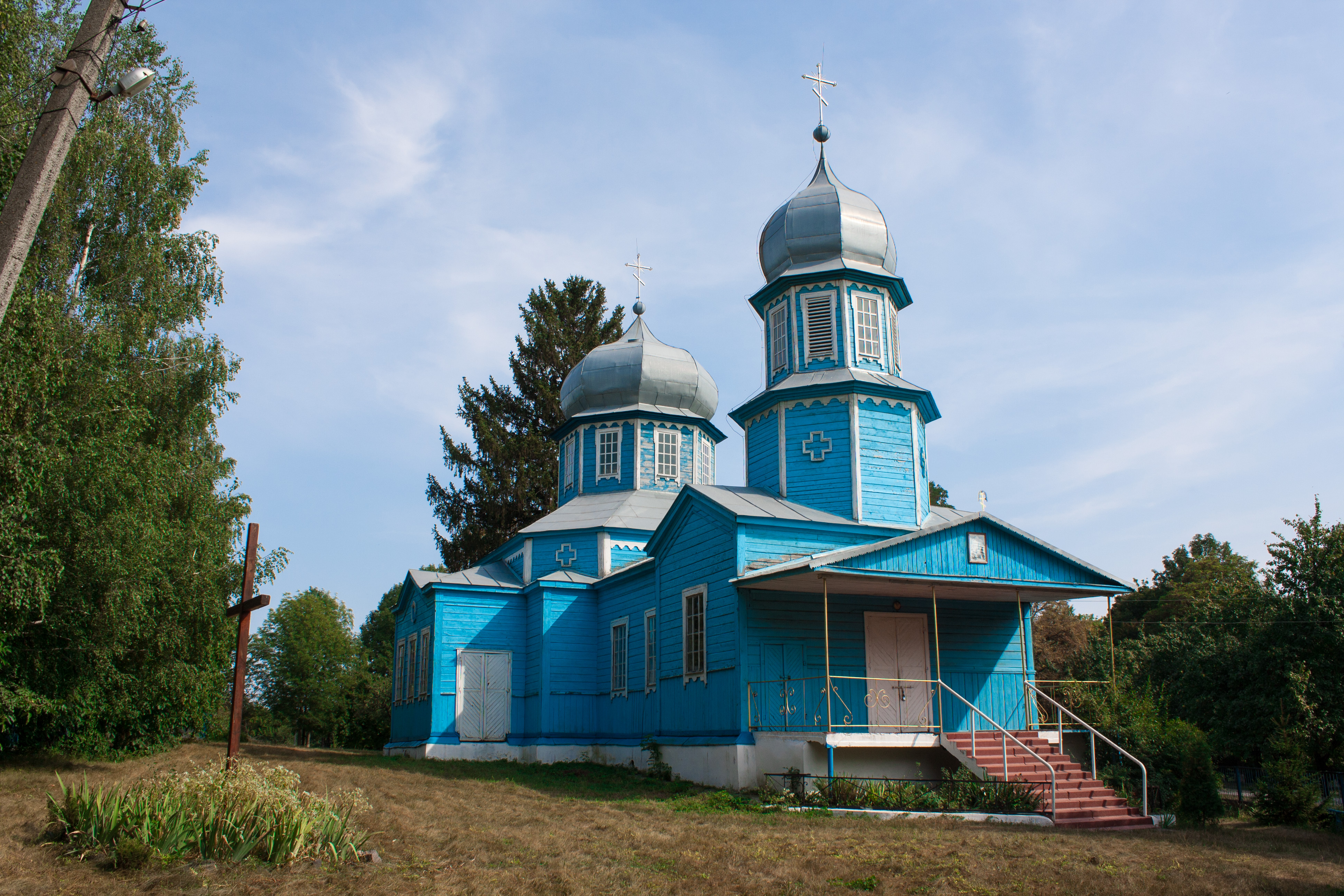
Вознесенська церква (1880 р.)
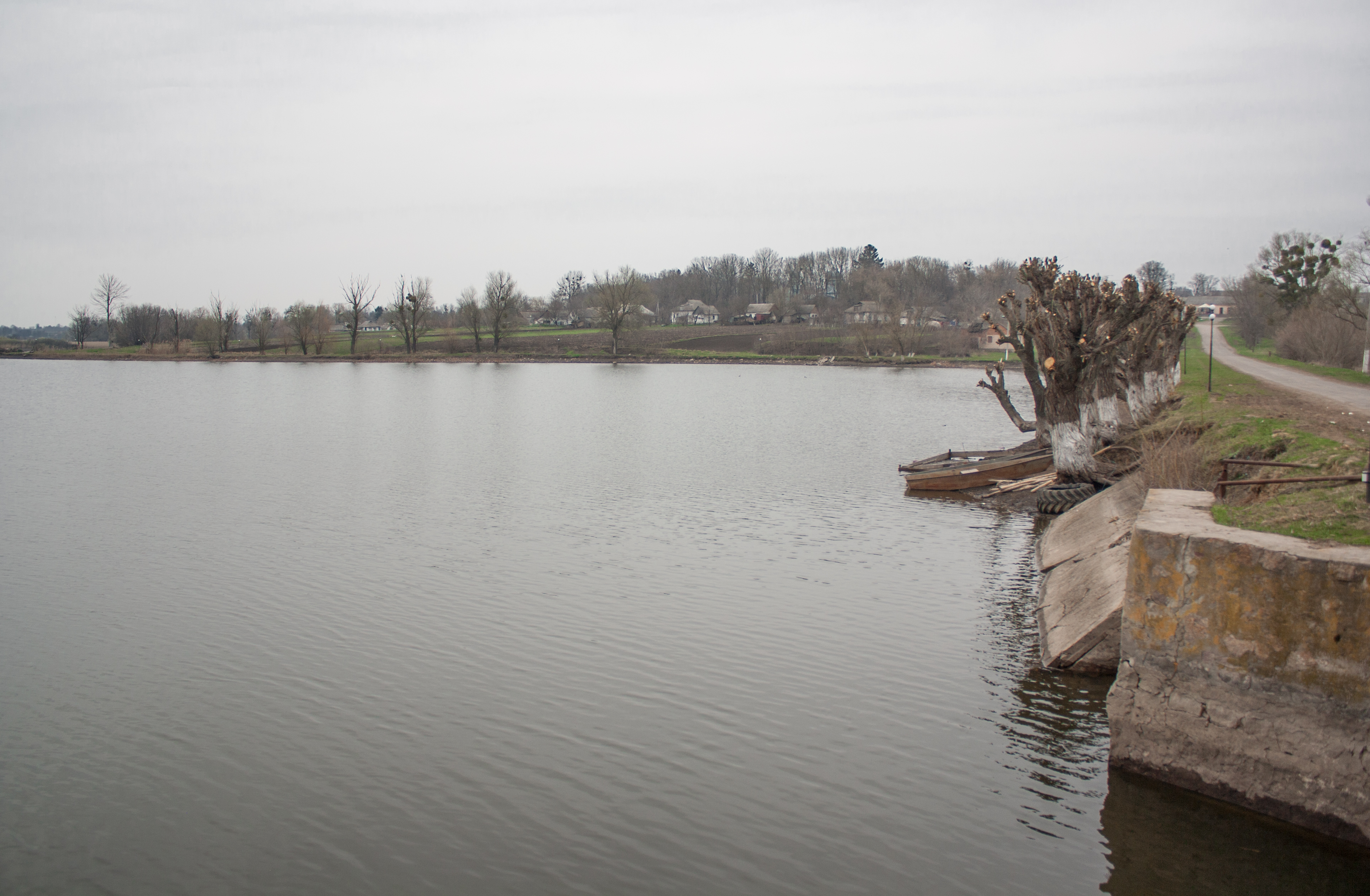
Ставок на річці Конела
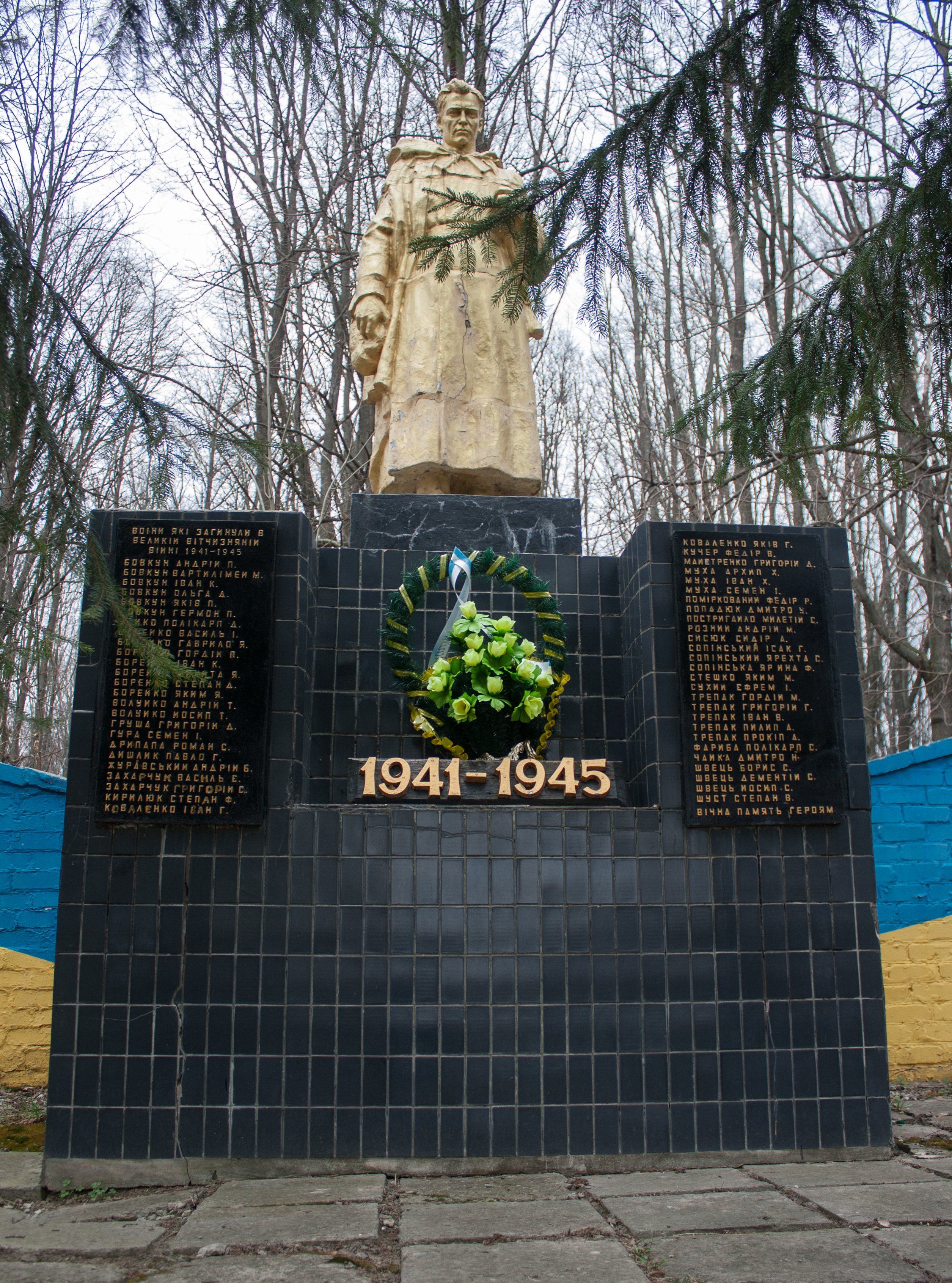
Пам'ятник воїнам-односельцям